# Teinturier (wijnterm)

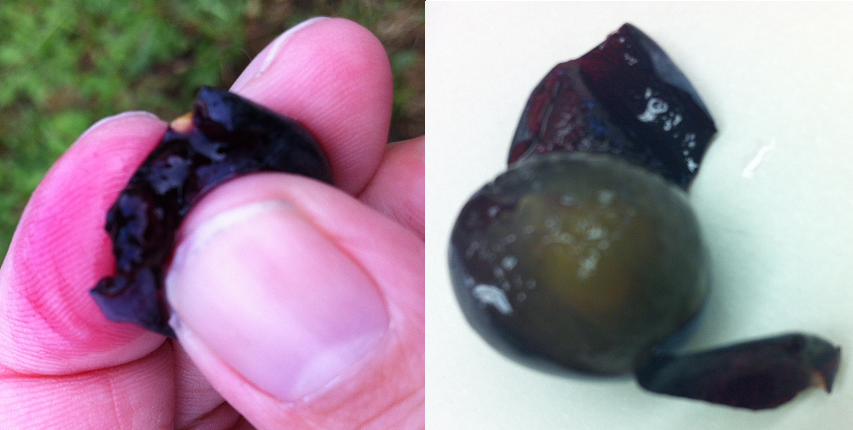
Verschil tussen het rode vruchtvlees van de " teinturier-druif " Turán (links) en het het witte vruchtvlees van de Grenache (rechts).

Teinturier is een uit de Franse taal afkomstige wijnterm voor blauwe druivensoorten, die rood vruchtvlees hebben.
De wijnen gemaakt van deze druiven hebben een intensief rode kleur: ze worden in kleine hoeveelheden (5 tot 10%) bij andere rode wijnen met een lichte kleur (zoals Spätburgunder, Trollinger of Portugieser) gemengd om deze wat donkerder te maken.
De meeste teinturiers stammen (door kruising) af van de reeds in de 17de eeuw aan de Loire bekende soort Teinturier du Cher.

## Ontstaan
De anthocyanen zijn verantwoordelijk voor de kleur van rode wijn en bevinden zich in cellen die aan de binnenkant van de schil zitten. De anthocyanen worden ze eerder onttrokken aan de schil dan bijvoorbeeld de tannines. Een teveel aan de -in beginsel bittere- tannines zou een wijn ondrinkbaar maken. Door de druiven korter of langer te laten gisten met de schillen ontstaat een roséwijn of een rode wijn. 
De meeste blauwe druiven hebben kleurloos vruchtvlees en dus is schilweking en gisting essentieel om een goede kleur voor de wijn te krijgen.

## Druivenrassen met rood vruchtvlees
- Alicante Henri Bouschet
- Bíborkadarka
- Dunkelfelder
- Gamay Teinturier de Bouze
- Grand Noir
- Odessky Cherny
- Petit Bouschet
- Pinot Teinturier
- Royalty
- Rubired
- Salvador
- Saperavi
- Turán

## Afbeeldingen

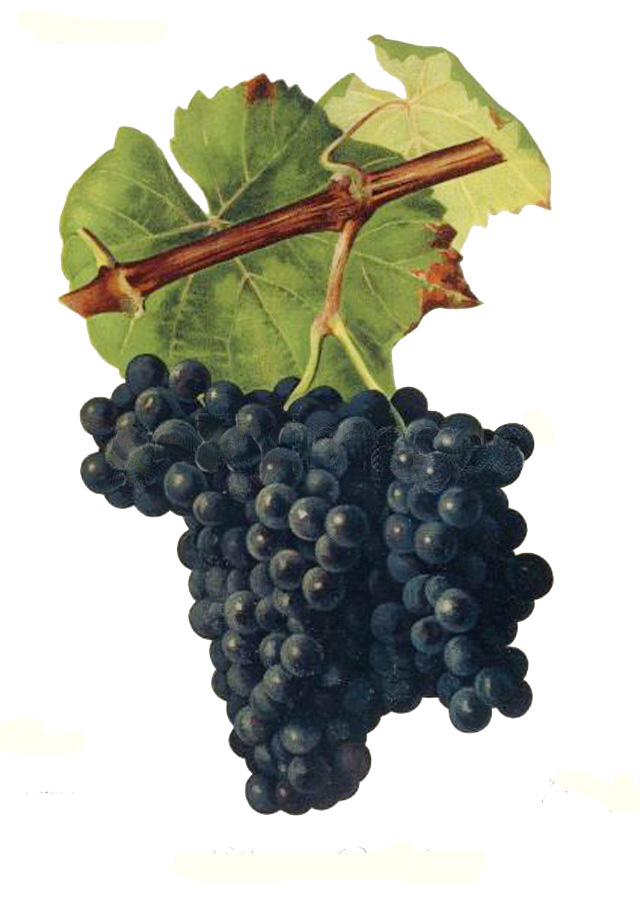
Alicante Bouschet
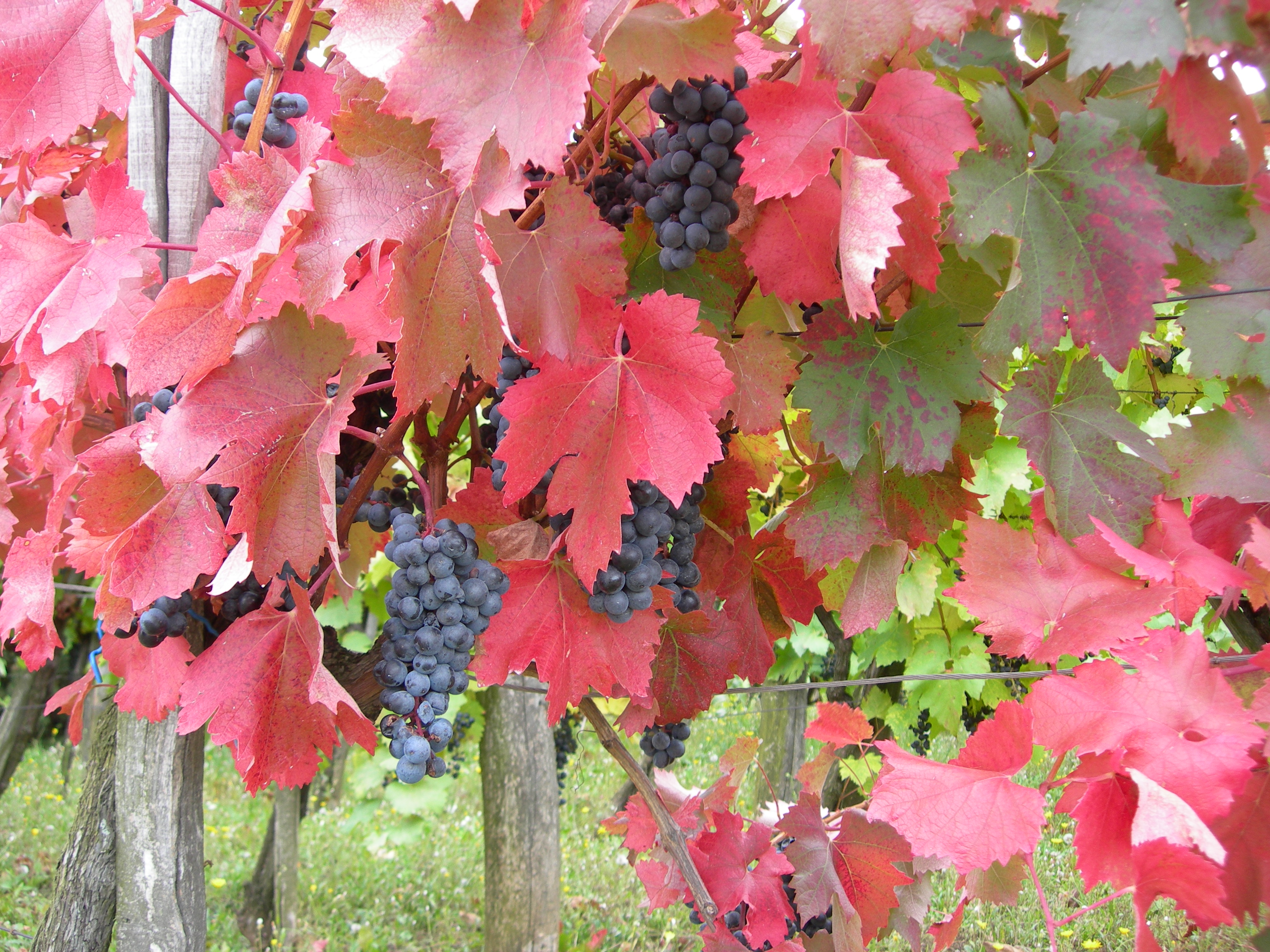
Bíborkadarka
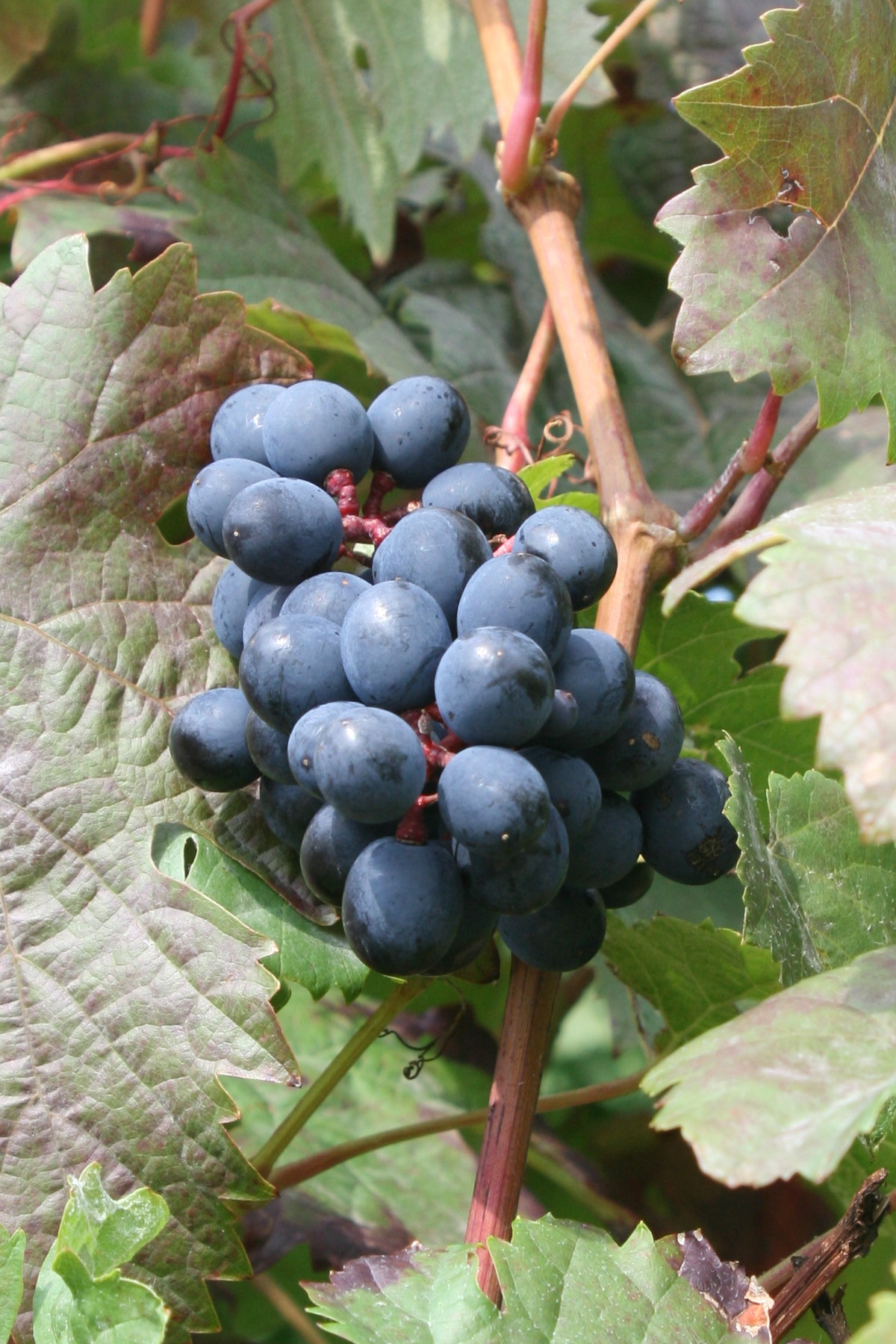
Dunkelfelder
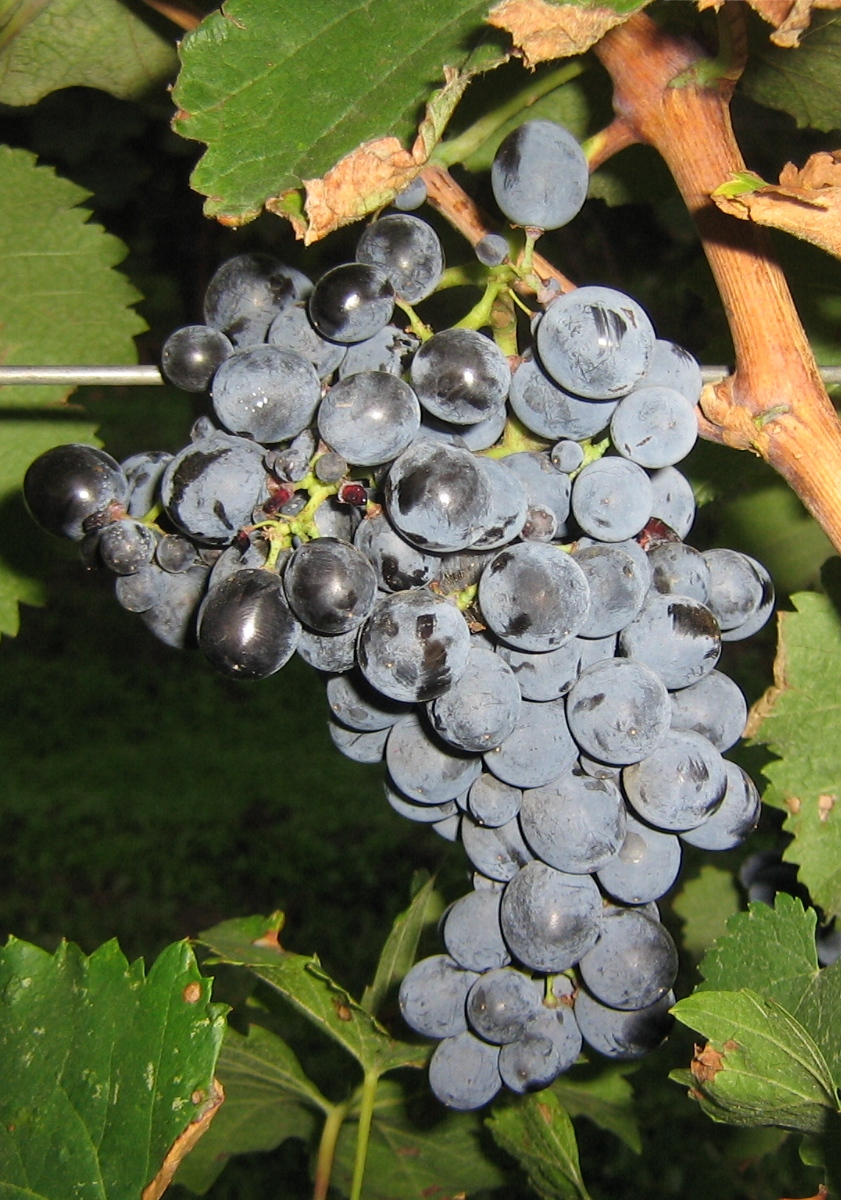
Saperavi
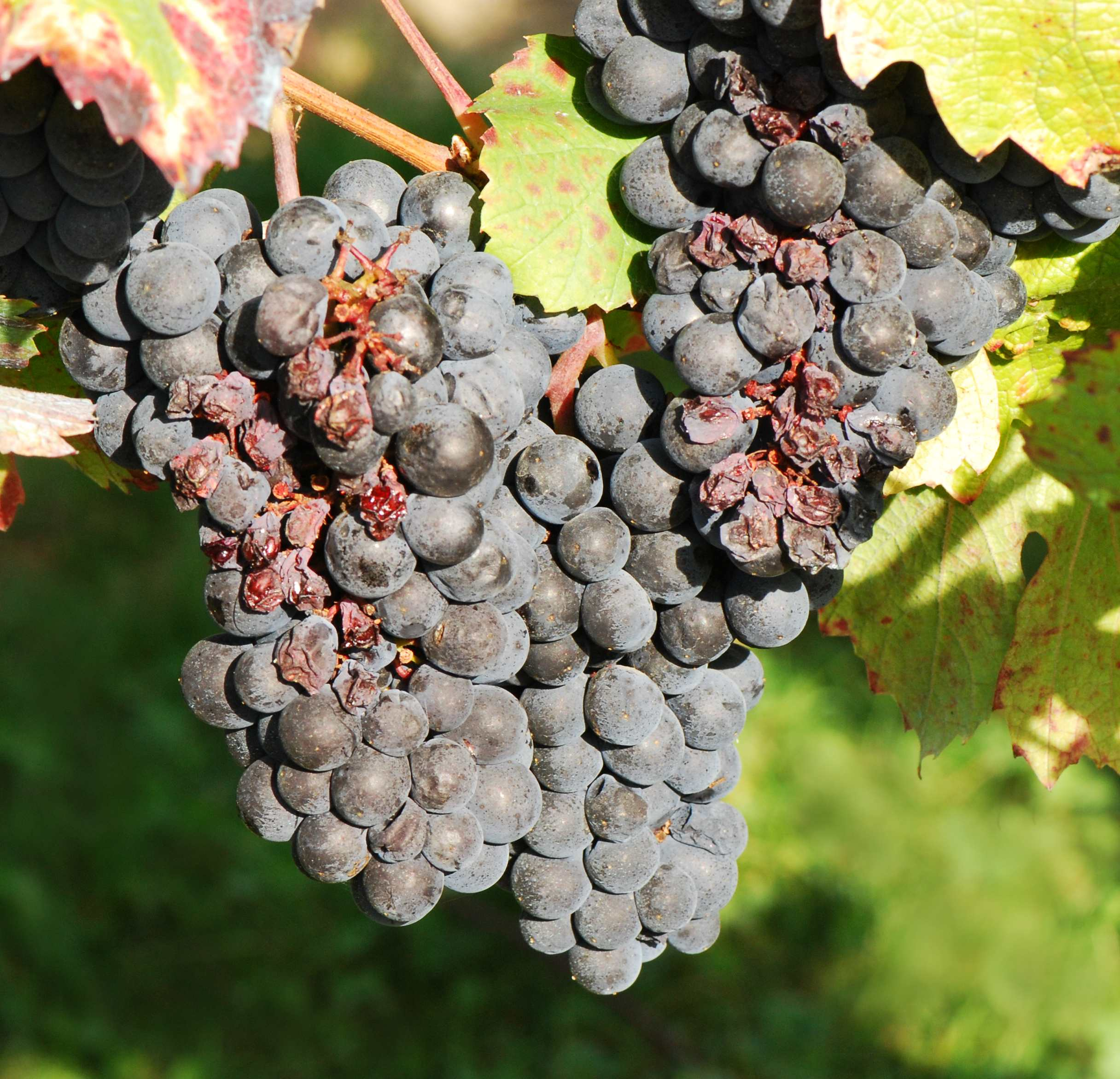
Gamay Teinturier de Bouze
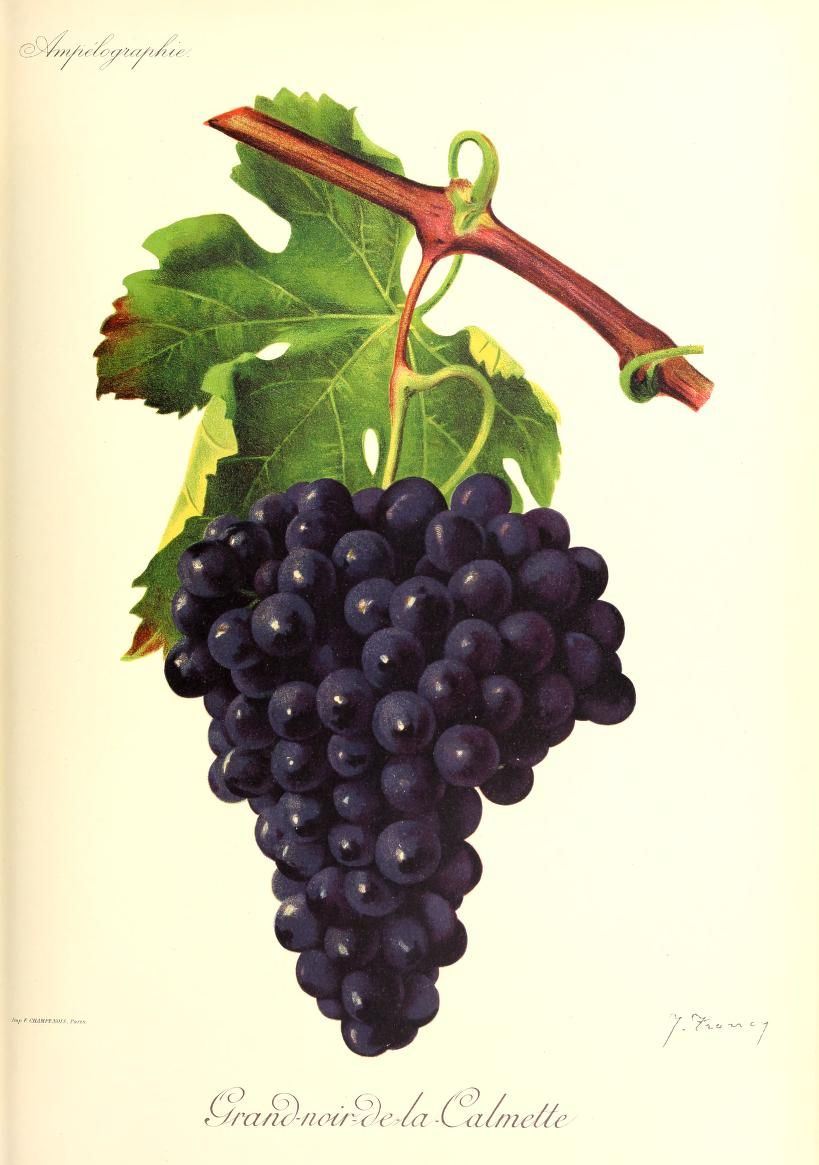
Grand Noir